# Nomenclatura (biologia)
In biologia, la nomenclatura è la sottodisciplina della tassonomia che si occupa di regolare i nomi dei taxa. La nomenclatura si realizza una volta che si è deciso quali taxa avrà e in quali categorie tassonomiche. Per denominarli ci si deve attenere alle regole scritte nei Codici Internazionali di Nomenclatura, e ce n'è uno per ogni disciplina (di zoologia, di botanica, di batteri e di virus). I codici vengono aggiornati regolarmente tramite i risultati ottenuti nei congressi internazionali, dove i tassonomi si riuniscono proprio per tale proposito. I nomi dei taxa sono soggetti a certe regole. Affinché i nomi siano validamente pubblicati, devono osservare le regole ed essere pubblicati in una rivista scientifica, oltre che essere vagliati da periti esperti dell'argomento che ne riesaminano le pubblicazioni per accettarle, correggerle o scartarle. Esistono alcuni principi di nomenclatura che sono contemplati per tutti i codici, che stabiliscono quale è il nome corretto per ogni taxon.

## Ruolo della nomenclatura nella tassonomia
La tassonomia è la sottodisciplina della biologia sistematica che ha luogo una volta che le relazioni di parentela dei gruppi da studiare sia già stata accettata in modo unanime, e si è proceduto a realizzare conseguentemente un albero filogenetico degli stessi. Sebbene la definizione della Tassonomia abbia una lunga storia, oggigiorno si occupa di decidere quali cladi (gruppi monofiletici, coincidenti con i nodi dell'albero) si convertiranno in taxa, ubicati nelle loro corrispondenti categorie tassonomiche. I codici regolamentano le seguenti 7 categorie tassonomiche, che sono famiglia, genere e specie obbligatorie: Regno, Phylum (o Divisione in botanica), Classe, Ordine, Famiglia, Genere e Specie. Quando vi sono più di 7 nodi (considerati dagli scienziati convertibili in taxa) si possono usare sotto-categorie (Sottoregno, Sottoclasse, ecc.) o super-categorie (Superregno, Superclasse, ecc.) per ubicarli. Si può optare di lasciare i nodi senza convertirli in taxa.
|  |

Il fatto che si abbiano categorie obbligatorie implica che per tutte le specie si avranno perlomeno 3 taxa superiori, nonostante per esempio, in specie come quella marcata nel grafico con "C", essendo  l'unica specie nel suo genere, che a sua volta è l'unico genere nella sua famiglia (e nella maggioranza dei sistemi di classificazione, è l'unica famiglia nel suo ordine, che è l'unico ordine nella sua classe, che è l'unica classe del suo phylum). La nomenclatura si occupa di nominare appropriatamente questa specie e tutti i suoi taxa superiori (sebbene tutti coincidano con lo stesso clade), così come si occupa di denominare tutte le specie e le cladi superiori a queste che i tassonomisti hanno deciso di convertire in taxa.

## Codici internazionali di nomenclatura
L'obiettivo principale dei Codici Internazionali di Nomenclatura è quello di fornire i principi di nomenclatura che diano un nome corretto per ogni taxon, dentro un sistema di nomi stabili. Sono aggiornati regolarmente secondo il risultato scaturito dai congressi internazionali.
Nei codici vengono scritti i principi della nomenclatura per ogni disciplina. La ragione per la quale esiste un codice per ogni disciplina è che gli zoologi, i botanici, i batteriologi e i virologi sono soliti agire senza la conoscenza della disciplina altrui e le sue regole, e senza voler sapere esse originarono indipendentemente. Vi è così ancora sempre uno sforzo per omogeneizzarle; per esempio nell'ultima versione del Codice di Nomenclatura Botanica si fa conoscere la decisione che la categoria tassonomica, tradizionalmente venne definita Divisione in botanica, adesso possa anche essere chiamata phylum, come si fa per gli animali.
Il Codice Internazionale di Nomenclatura Botanica si occupa di regolamentare i nomi delle piante verdi (clade delle piante terrestri e le alghe verdi), ma si occupa anche di regolamentare i nomi di altri cladi di eucarioti che tradizionalmente si studiano nei dipartimenti di botanica, come le stramenopili (clade che comprende le alghe brune, le alghe dorate, gli oomycetes e le muffe acquatici), alcuni organismi del clade degli alveolati che hanno cloroplasti, come i dinoflagellati, e anche le alghe rosse, le glaucofite, i funghi reali (chytridi, zygomiceti, ascomyceti, basidiomyceti) e vari cladi eucarioti basali (come le euglene, i cellular slime molds e i plasmodial slime molds). 
Il Codice Internazionale di Nomenclatura Zoologica si occupa di regolamentare i nomi degli animali (regno Animalia) e di altri cladi di eucarioti tradizionalmente considerati protozoi. Alcuni eucarioti sono considerati protozoi per gli zoologi, ma hanno anche cloroplasti per cui sono studiati anche dai botanici. Esempi di questi gruppi sono le euglene e i dinoflagellati. Questi gruppi possono arrivare ad avere un nome distinto per i botanici e gli zoologi, dovuto al fatto che i codici agiscano indipendentemente uno dall'altro, principio di nomenclatura che verrà esposto nella successiva sezione.

## Principi di nomenclatura
I nomi corretti dei taxa sono quelli che si attengono ai principi di nomenclatura, espressi nei Codici di Nomenclatura Botanica e Zoologica, che sono:
1. La nomenclatura botanica è indipendente dalla nomenclatura zoologica. Perfino quando i codici sono simili nei loro principi basici, differiscono in molti dettagli. Una delle conseguenze di questo principio è che una pianta e un animale possano avere lo stesso nome scientifico, per esempio Cecropia è un genere di mosca e anche un genere di albero tropicale delle cecropiacee, e Pieris è un genere di farfalla ed anche un genere di arbusto delle ericacee. Si sconsiglia comunque l'uso di nomi già utilizzati per designare taxa di altre discipline. Altra conseguenza è che alcuni gruppi di protisti che sono studiati tanto dai botanici quanto dagli zoologi abbiano due nomi, uno nel Codice di Botanica e un altro nel Codice di Zoologia.
2. Il nome di ogni gruppo tassonomico deve essere accompagnato da un tipo. Il tipo è qualcosa di diverso se stiamo parlando di un nome nella categoria specie o a questa inferiore, o di un nome di una categoria superiore alla specie. Quando viene descritto un taxon corrispondente alla categoria specie o inferiore alla specie, l'autore deve assegnare un campione specifico della specie affinché sia designato come lo specimen tipo nomenclaturale. Questo specimen è l'olotipo, in botanica per esempio suole essere una pianta di questa specie (o molte altre prese dalla stessa popolazione, nello stesso momento) schiacciata e seccata (erborizzata), depositata in un erbario che sia accessibile agli altri scienziati. Il nome della nuova specie è legato a questo specimen particolare, che illustra ciò che il ricercatore aveva in mente quando descrisse la specie. L'olotipo può dividersi (se sono molti individui, si separano gli individui; se è una sola pianta possono prendesri porzioni della stessa) per essere portato in altri erbari nel resto del mondo, questi duplicati dell'olotipo si chiamano isotipi. Questi specimen tipo possono essere consultati da altri sistematici che cercano di chiarire l'applicazione di nomi scientifici particolari. Per esempio, le ricerche possono sostenere l'esistenza di due specie distinte dove precedentemente soltanto una era stata riconosciuta. A quale di queste specie il nome antico della specie sarà assegnato, e a quale sarà dato un nome nuovo? La risposta è univoca: il nome antico sarà conservato per la specie alla quale appartiene l'esemplare tipo. Rispetto ai taxa superiori alla specie, il nome di ogni taxon superiore alla specie possiede come tipo il nome di uno dei taxa della categoria inferiore. Per esempio, il tipo associato a un nome di genere, deve essere il nome di una specie particolare di quelle che compongono questo genere: il tipo del genere Lyonia è la specie tipo Lyonia ferruginea. Il tipo del nome di una famiglia è uno di quei generi che appartengono alla famiglia, per esempio il tipo della famiglia Asteraceae è il genere tipo Aster, e il genero tipo della famiglia Ericaceae è il genere Erica. In questo modo vengono assegnati i tipi fino ad arrivare al nome del regno.
3. C'è un solo nome corretto per ogni taxon. Il nome corretto di ogni taxon è il primo che venne pubblicato secondo regola. Conosciuto anche come il principio di priorità. Il nome corretto di ogni taxon è il nome più antico che mai sia ad esso stato attribuito, secondo le regole di nomenclatura, anche se non sarà stato di certo il più antico (rispetto al cosiddetto punto di partenza).

In botanica il punto di partenza per denominare le specie è il libro Species plantarum di Linneo, pubblicato nel maggio del 1753, e tutti i nomi anteriori a questa data sono invalidati e non contano in confronto al principio di priorità. Per quanto riguarda i batteri, si fissò il 1980 come la nuova data di partenza per l'assegnazione di nomi. Nelle  prospettive attuali in tassonomia si può leggere una discussione riguardo alle nuove proposte rispetto a questo principio.
1. Possono esserci eccezioni al principio di priorità. Da un lato alcuni nomi ampiamente usati non sono in realtà i nomi più antichi assegnati ai taxa, ma li si accetta per il fatto che a volte i nomi meno antichi erano già stati molto estesamente usati. Onde evitare cambi di nomi innecessari (che creerebbero soltanto una confusione non necessaria), può essere considerata la possibilità di conservare il nome più ampiamente utilizzato (facendolo diventare il nome corretto del taxon) come una eccezione al principio di priorità. Questo però può farsi solo durante i congressi di tassonomia dove si discutono le regole dei codici. D'altra parte a volte ci sono taxa che possiedono più di un nome corretto.
2. I nomi scientifici devono essere in latino, o latinizzati sebbene le loro origini siano in altro idioma. Questo principio nacque nel Medioevo, in cui le associazioni di eruditi comunicavano in latino fra loro. Le pubblicazioni scientifiche venivano scritte in latino nel corso di molti anni, fino alla metà del secolo XIX. L'uso di nomi latinizzati ancora torna utile al giorno d'oggi, poiché facilita la comunicazione fra scienziati che appartengono a lingue e culture molto differenti. Sebbene normalmente e per consuetudine la lingua utilizzata per la nomenclatura sia il latino, dal gennaio 2012, potranno essere utilizzati anche nomi non in latino per le nuove specie botaniche. Lo ha deciso il Congresso botanico internazionale svoltosi a  Melbourne[1].
3. Le regole di nomenclatura sono retroattive, a meno che non venga indicato espressamente il contrario.

## Requisiti per denominare un nuovo taxon
Il Codice stabilisce i passi necessari per descrivere i taxa nuovi in modo che i nomi siano validamente pubblicati:
1. Il taxon deve essere denominato. Il nome deve essere in latino (o latinizzato), in formato binomiale se è una specie, e uninomiale se è di altra categoria al di sopra della specie. Il nome non deve essere utilizzato da nessun altro taxon incluso nella nomenclatura della botanica se è una pianta, o incluso in quella della zoologia se è un animale.
2. Il rango (categoria tassonomica) deve essere chiaramente indicato.
3. Deve essere designato un tipo. Ad una specie viene assegnato un esemplare tipo; per i taxa appartenenti a categorie tassonomiche al di sopra della specie, viene assegnato come tipo il nome di uno dei taxa di categoria inferiore, appartenenti al taxon.
4. nel caso della botanica, se è una specie, deve essere accompagnata da una descrizione in latino, o una descrizione in altra lingua, però sempre accompagnata da un diagnostico in latino, o deve essere indicato il luogo dove è la descrizione in latino della specie (un riferimento utile per scrivere descrizioni in latino è il libro Botanical latin di Stearn, scritto nel 1992). In zoologia non è necessaria la descrizione in latino.
5. Tutta queste informazioni devono essere effettivamente pubblicate. Vale a dire, devono essere pubblicate, in modo che possano essere accessibile agli altri scienziati, in una rivista scientifica o in un libro. Non si considerano effettivamente pubblicate se vengono pubblicate in un catalogo di sementi, in un diario, tramite e-mail, o altri mezzi effimeri di pubblicazione.

Se tutti questi passi sono seguiti, il nome della specie viene considerato validamente pubblicato. Tuttavia, bisogna tenere in conto il fatto che, anche se validamente pubblicato, ciò non significa che sia il nome corretto di una specie. Per esempio, il nome può essere un sinonimo di un nome dello stesso taxon che sia stato validamente pubblicato prima di questo. 
Questi passi non sono complicati da seguire. È molto più difficile giustificare i limiti di ogni taxon (vedere Tassonomia per leggere una discussione al riguardo) che realizzare con i requisiti tecnici dei codici per denominarlo.

## Regole per denominare i taxa
Affinché la denominazione di un taxon sia accettato bisogna anche che abbia un nome scientifico conforme a certe regole, che sono differenti se si tratta di un taxon nella categoria della specie o un taxon in una categoria superiore alla specie. Al di sopra della categoria della specie, i taxa hanno un nome uninomiale (composto da una sola parola), e il suffisso (l'ultima parte del nome) è dato dalla categoria tassonomica alla quale appartiene (vedere la tabella nell'articolo principale per vedere quale suffisso venga utilizzato in ogni categoria tassonomica). I nomi si scrivono sempre in maiuscolo. Quando si tratta di generi, è convenzione scriverli in una tipologia differente al resto del testo (per esempio in corsivo o sottolineati).
- Per esempio: famiglia Aceraceae, genere Acer.

Nella categoria delle specie i nomi sono binomiali (composti di due parole). La prima parola è il nome del genere, la seconda è il nome che caratterizza la specie, chiamato epiteto specifico. Per convenzione si usa scriverli in una tipologia differente dal resto del testo, come succede con i generi. Il nome di genere va sempre scritto in maiuscolo, mentre l'epiteto specifico sempre in minuscolo. 
- Per esempio: specie Acer saccharum.

Ci sono anche regole per denominare sottogeneri, sottospecie, e altre categorie tassonomiche intermedie meno utilizzate, le quali anche sono osservate nei Codici Internazionali di Nomenclatura. Per piante coltivate e ibridi artificiali si utilizzano oltre alle regole fornite dal Codice Internazionale di Nomenclatura Botanica, anche quelle del Codice Internazionale per la Nomenclatura delle Piante Coltivate. 

### Codici Internazionali di Nomenclatura citati in questo articolo
- (EN)  Greuter, W. et al. 2000. International Code of Botanical Nomenclature (St. Louis Code). Gantner/Koeltz (disponibile online qui Archiviato il 12 dicembre 2002 in Internet Archive.)
- (EN)  International Commission on Zoological Nomenclature. 1999. International Code of Zoological Nomenclature. International Trust for Zoological Nomenclature. (disponibile online qui)